# Franz Svítil
Franz Svítil sen., auch František Svítil st., (* 21. August 1805 in Neustadtl in Mähren; † 6. September 1873 ebenda) war ein böhmischer Orgelbauer. Er entwickelte sich teilweise autodidaktisch zu einem anerkannten Orgelbaumeister und schuf viele kleinere Orgeln in ländlichen Kirchen schuf. Von Franz Svítil sind wenige Instrumente erhalten.

## Werke (Auswahl)
- Lišov, Pfarrkirche St. Wenzel (Tschechien)[2]
- 1863 Feistritz am Wechsel, Pfarrkirche Feistritz am Wechsel[3]
- 1864 Unterstinkenbrunn, Pfarrkirche Unterstinkenbrunn[4]

Darüber hinaus hat Franz Svitil im Jahre 1866 die kleine Stark-Orgel der Zisterzienserinnen zu Altbrünn für 117 fl repariert, die Ende des 19. Jhdts. nach Sněžné/Tschechien verkauft wurde und somit erhalten blieb.